# HMS Brazen (F91)
Za druge ladje glejte HMS Brazen.
HMS Brazen (F91) je bila fregata razreda type 22 Kraljeve vojne mornarice.
31. avgusta 1996 je bila prodana Brazilski vojni mornarici in preimenovana v Bosisio.